# Missió d'audaços
Missió d'audaços (títol original en anglès The Horse Soldiers) és una pel·lícula estatunidenca dirigida per John Ford i estrenada l'any 1959. L'obra s'ha doblat al català.

## Argument
Un dur coronel Marlowe té la missió d'endinsar-se tres-centes milles en territori enemic i destruir el nus de comunicacions de l'estació de tren de Newton. L'oficial accepta sense dubtar i emprèn la marxa amb un grup d'homes que no coneixen el seu destí. Henry 'Hank' Kendall és un metge de bons sentiments que l'acompanya en l'aventura, la qual es posa interessant quan s'han de dur forçosament a una guapa i rebel ostatge, Hannah Hunter, en assabentar-se dels plans de la secreta missió.
Pel·lícula que aporta poques dades històriques i que no es compromet gens a l'hora d'explicar les causes de la guerra ni a tractar temes punyents com l'esclavisme. Més que res, serveix per a veure com funcionaven els exèrcits, quines estratègies militars usaven, quins eren els seus objectius i les contradiccions que es donaven dins del mateix bàndol.

## Comentaris
La pel·lícula narra la història d'una missió encomanada al coronel Marlow (John Wayne) que consisteix en el coronel, comandant tropes de l'Exèrcit de la Unió (nordistes), ha d'alliberar la ciutat de Pittsburgh (Pennsilvània) la qual està ocupada per l'Exèrcit Confederat (sudistes).
Marlow, exenginyer de ferrocarrils, és el típic militar auster i intransigent que utilitza la seva rudesa i la seva imatge de soldat expert i segur d'ell mateix, per tal de fer obeir les seves ordres (típic paper encomanat a John Wayne). Un dels comandaments d'aquest exèrcit, és el capità mèdic-cirurgià Rogers (William Holden). El seu paper és el de la moderació. És el típic personatge que es contraposa a la imatge masclista i insensible de Marlow. Entre els dos protagonistes sorgiran al llarg de la pel·lícula diversos enfrontaments: típic recurs cinematogràfic per a comparar la postura més intransigent amb la postura més diplomàtica.
En la tria d'aquests dos personatges, es nota la visió a favor de la causa nordista del conflicte que fa la pel·lícula. Certament, no enfronten dues postures contradictòries, sinó dues maneres diferents de veure el mateix problema. Tots dos estan a favor de la mateixa causa i lluiten en el mateix exèrcit. La seva diferència està en el seu caràcter, en la manera de fer les coses (un és rude i l'altre calmat i elegant), però en el fons pensen el mateix.
Per aconseguir la missió encomanada, Marlow fa destruir l'estació ferroviària de la ciutat de Newport (Virgínia), la qual és un centre de subministrament de material, d'aliments i de tropes per a la causa sudista. L'exèrcit de la Unió s'endinsa en un territori controlat pels sudistes i s'adreça cap a Newport. Pel camí, i per tal de donar descans a les tropes, fan estada en una casa típica colonial on troben a la senyora Megan (Constance Towers) la qual defensa la causa sudista. La senyora Megan és feta presonera juntament amb la seva criada (esclava negra). A partir d'aquí, s'inicia una relació amor-odi amb Marlow (típic recurs de les pel·lícules nord-americanes).
Finalment, Marlow aconsegueix heroicament el seu objectiu de destruir l'estació de Newport i, malgrat l'assetjament implacable de l'exèrcit sudista, pot fugir amb èxit. La senyora Megan és alliberada deixant-se entreveure un cert enamorament envers el coronel Marlow.
Típica pel·lícula nord-americana, en la qual els partidaris de la Unió són els herois vencedors de la guerra. Cal dir, però, que el film es mostra molt asèptic quant a la causa sudista. No són tractats com a malvats, ni com els clàssics enemics a combatre, ni com a racistes o esclavistes.

## Consideracions històriques
- Preocupació de l'Exèrcit de la Unió (nord) pel fet que els confederats (sud) amb menys homes i menys recursos, són capaços d'enfrontar-se de tu a tu amb ells.
- La gran importància que va tenir el ferrocarril durant el conflicte, com a mitjà per a transportar tropes i tota classe de materials i de subministraments.
- Gran importància també del telègraf com a mitja per comunicar posicions de les tropes, saber l'estat de l'exèrcit i disposar de tota mena d'informació en un curt espai de temps.
- Les vies de comunicació, sobretot les vies del ferrocarril i els ponts, com a objectius militars (de fet la història de la pel·lícula es basa en la destrucció d'una estació de trens).
- Ús de la cavalleria.
- Ús de mitjans propagandistes: la fotografia.
- Exèrcit del nord, amb força recursos: ben equipat, amb uniformes nous, menjar suficient, campaments ben construïts, una bona cavalleria, hospitals de campanya amb metges, etc. També el mostren com un exèrcit ben estructurat i organitzat: estratègia i formació militar, creació de gabinets de crisi, forta jerarquia i disciplina militar, tècniques i material militar moderns (binocles, mapes, revòlvers, carrabines, barricades, dinamita, artilleria, espies, exploradors, etc.). Malgrat aquesta organització, també mostren que bona part de l'exèrcit està format per soldats de procedència no militar: metges, enginyers, polítics, professors, etc.
- Exèrcit del sud que usa la guerra de “guerrilla” (en la pel·lícula es veu com una guerra a “traïció”). També fan ús de cavalleria i d'artilleria. Es dona una visió, però, força desesperada. Malgrat tenir comandaments més ben formats que els nordistes, no disposen de prou gent per compondre l'exèrcit i han de recórrer a reclutar a tothom que poden (nois a partir de quinze anys fins a vells de més de 70).
- Visió paternalista des del punt nordista quan als negres: escena de l'esclava que està parint i el capità-metge (obligació deontològica) de l'exèrcit nordista l'ajuda, però el coronel no ho acaba d'entendre. Per a tots dos, els negres són persones; no obstant això, mentre que el metge no fa distinció entre persones esclaves i persones lliures, el coronel es mostra recelós que un metge de l'exèrcit dediqui el mateix esforç a ajudar una esclava que a ajudar un soldat.
- Existència d'esclaus "privilegiats": l'esclava negra que és tractada com a dona de companyia per la senyora sudista. Esclava que fa valdre la seva posició i considera a l'exèrcit del nord com a exèrcit enemic.
- Mancança de certs productes durant la guerra (cafè) i fort increment del preu dels aliments bàsics. Els exèrcits tenen seriosos problemes de subministrament d'aliments, de medicines i de tota mena de material.
- La funció de la dona com a espia.
- En la pel·lícula posen en boca dels sudistes que la culpa de la guerra la tenen els del nord, perquè volen mantenir sigui com sigui “la Unió”. En tot cas, no es parla en cap moment ni de l'esclavisme (només algun comentari irònic), ni de causes econòmiques, ni la diferència entre producció agrícola (sud) i producció industrial (nord), etc.
- Es tracta també el tema de les desercions de l'exèrcit del sud (evidentment, com la visió que fa la pel·lícula és nordista, no parlen de les desercions en les seves files). Els soldats desertors són usats com informadors i després són abandonats.
-Visió de les poblacions: només hi ha dones, vells i soldats ferits. Però, i els nens, on són?
- Durant la batalla, les accions són cruentes i sagnants: morts, ferits, destrucció de pobles, etc. En canvi, un cop finalitzada la batalla es produeix una reconciliació gairebé espontània: per a curar els ferits de guerra s'uneixen gent del nord amb gent del sud en mútua col·laboració (qui s'ho creu?).

## Repartiment
- John Wayne: Coronel John Marlowe
- William Holden: Major Henry 'Hank' Kendall
- Constance Towers: Hannah Hunter
- Judson Pratt: Sergent chef Kirby
- Hoot Gibson: Sergent Brown
- Ken Curtis: Wilkie
- Willis Bouchey: Coronel Phil Secord
- Bing Russell: Dunker
- O.Z. Whitehead: Otis 'Hoppy' Hopkins
- Hank Worden: Deacon Clump
- Denver Pyle: Jackie Jo, un rebel desertor
- Strother Martin: Virgil, un rebel desertor
- Russell Simpson: Xèrif Henry Goodbody